# Nombarathi Poovu
Nombarathi Poovu (en malabar: നൊമ്പരത്തിപ്പൂവ്, lit. 'The Sorrowful Flower') es una película de drama malabar de 1987, escrita y dirigida por P. Padmarajan. Está protagonizada por Madhavi, Baby Sonia, Mammootty, Shari y Unnimary. Se centra en la relación entre Gigi (Sonia) y Padmini (Madhavi). Sus canciones fueron compuestas por M. G. Radhakrishnan, mientras que la partitura de fondo fue hecha por Johnson.

## Argumento
La película muestra cómo una joven, Padmini, que está separada de su marido, se encariña con una niña huérfana, Gigi, que conoce mientras están hospitalizados tras un accidente de autobús. Gigi perdió a su madre en el accidente y Padmini decide llevarse a Gigi con ella. Gigi no es completamente estable mentalmente y es un niño con necesidades especiales. Padmini lleva a Gigi al Dr. Padmanabhan, quien después de la aprensión inicial acepta a Gigi en su instituto como estudiante de día. Gigi mejora gradualmente y Padmini está tranquila. Sethu, el esposo separado de Padmini, todavía intenta recuperarla. Padmini se había separado de su esposo porque perdió a sus hijos debido a un episodio de conducción temeraria de motocicletas por parte de su esposo. Padmini decide regresar a Sethu y adoptar a Gigi como su hija. Sin embargo, Gigi' El comportamiento especial de Sethu molesta y Gigi comienza a sentirse insegura por perder a su madre nuevamente. La película continúa mostrando la turbulencia emocional de Padmini.
Al final, Gigi 'juega' al escondite con Padmini en el bosque que intenta encontrarla. Desafortunadamente, Gigi se adentra más en el bosque y desaparece y deja su muñeca. Padmanabhan revela que Gigi ha muerto. Mientras, Padmini llora la pérdida de su hija.

## Reparto
- Madhavi como Padmini
- Sonia como Gigi
- Mammootty como Dr. Padmanabhan
- Shari como Anitha
- Unnimary como Joycee
- Lalu Alex como Sethu
- Jagathi Sreekumar como Sebastián
- Murali como Samuel
- Kundara Johnny
- Vinduja Menon como Shanthi

## Premio
| Premiación                           | Categoría              | Nominado | Resultado | Ref.  |
| ------------------------------------ | ---------------------- | -------- | --------- | ----- |
| Premios de Cine del Estado de Kerala | Mejor artista infantil | Sonia    | Ganador   | [ 3 ] |